# Michelle Wolf

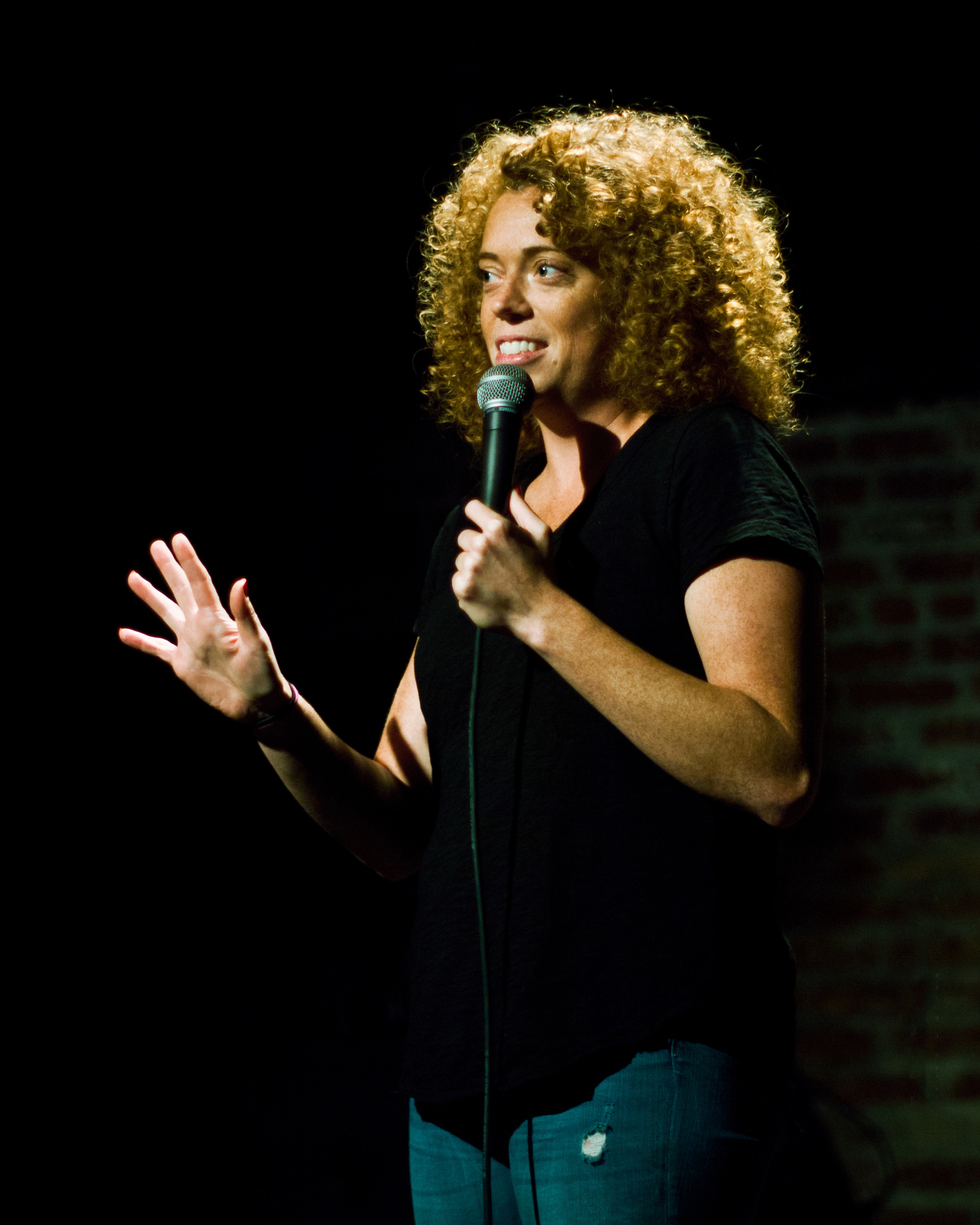
Michelle Wolf, 2016

Michelle Wolf (* 21. Juni 1985 in Hershey, Pennsylvania) ist eine amerikanische Comedienne. Sie ist bekannt durch ihre Mitwirkung bei The Daily Show und ihre eigene Netflix-Show The Break with Michelle Wolf. Ihr Auftritt im April 2018 am jährlichen White House Correspondents’ Dinner führte nach einer Polemik in amerikanischen Medien zu internationaler Aufmerksamkeit.

## Biografie
Michelle Wolf schloss ihr Studium der Kinesiologie am College of William & Mary 2007 ab und arbeitete anschließend in den Investmentbanken Bear Stearns und JPMorgan Chase. Um 2008 belegte sie Kurse für Improvisationstheater und für Stand-up-Comedy. Im Juli 2014 hatte sie ihren ersten Auftritt in der Late-Night-Show von Seth Meyers. Im April 2016 kam sie zum Team von The Daily Show unter der Leitung von Trevor Noah. Ihr Comedy-Special Michelle Wolf: Nice Lady wurde 2017 von HBO ausgestrahlt.
Am 28. April 2018 hatte Wolf einen Auftritt am jährlichen Dinner der White House Correspondents’ Association (WHCA). In ihrem Sketch wurden bei dieser Gelegenheit Donald Trump, seine Familie und Regierung sowie die aktuellen in den Medien veröffentlichten Lügen, vor allem aber die Pressesprecherin Sarah Huckabee Sanders, die im Gegensatz zu Trump persönlich anwesend war, durch den Kakao gezogen. Der Sender C-SPAN traf den Entschluss, die Sendung in der Mitte abzubrechen, infolge von Bedenken, von der FCC wegen Beleidigung verklagt zu werden. Präsident Trump, der bei der Veranstaltung nicht anwesend war,  bezeichnete Michelle Wolfs Auftritt öffentlich auf Twitter als „Schlappe einer sogenannten Komikerin“ und forderte seine Berater auf, die Komikerin öffentlich zu kritisieren.
Ihre Show The Break with Michelle Wolf wurde seit Mai 2018 von Netflix ausgestrahlt. Im August 2018 gab der Sender bekannt, dass die Serie aufgrund niedriger Einschaltquoten nach einer Staffel eingestellt wird.
Im Dezember 2019 erschien ihr Stand-Up Special Joke Show, ebenfalls bei Netflix.